# Robert J. Horner Productions
Robert J. Horner Productions foi uma companhia cinematográfica estadunidense pertencente ao diretor e produtor Robert J. Horner. Produziu mais de 25 filmes entre 1922 e 1932.

## Histórico
A primeira produção da companhia foi Defying the Law, em 1922. Produziu vários westerns, dirigidos pelo próprio Horner e estrelados por Kit Carson e Ted Wells. Produziu o seriado The Mystery Rider, em 1928, estrelado por William Desmond e Tom London. O último filme da companhia foi 45 Calibre Echo, em 1932, com Jack Perrin.

## Filmografia parcial
- Defying the Lay (1922) )[4]
- The Pell Street Mystery (1924)
- Midnight Secrets 1924)
- Cowboy Courage (1925)
- Walloping Kid (1925)
- Arizona Speed (1928)
- Across the Plains (1928)
- The Mystery Rider (seriado, 1928)
- 45 Calibre Echo (1932)